# 戸塚警察署 (神奈川県)
戸塚警察署（とつかけいさつしょ）は、横浜市戸塚区にある神奈川県警察が管轄する警察署の一つである。
横浜市警察部隷下、第一方面に属する大規模警察署。識別章所属表示はIH。
管轄区域は東海道の宿場町として古くから栄え、管内居住人口率が高く（警察署別管内居住人口第５位の約28万人）、主要幹線道路も多く交通の要所であることから、県下各署と比較しても事件事故等の対処事案が多い傾向となっている。そのため署長は現場経験豊富な警視が就くことが多い。
年始には毎年恒例の箱根駅伝が開催され、中継所も置かれることから、署員総出で沿道警備に当たる。およそ28万人が居住する横浜市戸塚区全域の治安を担っている。
署内には刑事部機動捜査隊の戸塚分駐所が配置され、主に横浜市南部方面が担当地域である。

## 所在地
- 横浜市戸塚区戸塚町3158番地の1
  - 最寄駅：JR東海道線・横須賀線、横浜市営地下鉄ブルーライン 戸塚駅

## 管轄区域
- 横浜市戸塚区
  - 管轄面積：35.70km2

## 沿革
- 1887年（明治20年）：鎌倉郡警察署として発足
- 1893年（明治26年）：戸塚警察署と改称
- 1948年（昭和23年）3月7日：警察法の公布に伴い、自治体警察として横浜市警察が発足。横浜市戸塚警察署となる
- 1955年（昭和30年）7月1日：神奈川県警察が横浜市警察を統合したことに伴い、神奈川県戸塚警察署となる
- 1970年（昭和45年）3月30日：現在地に移転新築
- 1972年（昭和47年）4月1日：管轄区域のうち、横浜市瀬谷区を新設された瀬谷警察署に移管
- 1979年（昭和54年）5月1日：管轄区域を分割して、戸塚南警察署（現：栄警察署）が発足
- 1992年（平成4年）4月1日：管轄区域のうち、横浜市泉区を新設された泉警察署に移管

## 組織
- 署長（警視）
- 副署長（警視）
- 地域担当次長（警視）
- 会計担当次長（警視相当職）
- 刑事兼生活安全担当次長（警視）
- 警務課 - 警務係、住民相談係
- 留置管理課（平成28年度新設） - 管理係
- 会計課 - 会計係
- 生活安全課 - 防犯少年係、経済保安係
- 地域第一課 - 地域企画係、地域係
- 地域第二課 - 地域係
- 地域第三課 - 地域係

（警ら用無線自動車4台、小型警ら車3台）
- 刑事第一課 - 刑事総務係、強行犯係、盗犯係、鑑識係
- 刑事第二課 - 知能犯係、組織犯罪対策係
- 交通課 - 交通総務係、交通捜査係、交通指導係
- 警備課 - 警備係

※「神奈川県警察の組織に関する規則（昭和44年神奈川県公安委員会規則第2号）」を参考にした。

## 交番
- 戸塚駅西口交番（戸塚区戸塚町無番地）
- 戸塚駅東口交番（戸塚区戸塚町14番地）
- 踊場交番（戸塚区汲沢二丁目1番6号）
- 不動坂交番（戸塚区柏尾町446番地1）
- 原宿交番（戸塚区原宿五丁目25番9号）
- 平戸交番（戸塚区平戸二丁目15番40号）
- 上矢部交番（戸塚区上矢部町1673番地2）
- 深谷交番（戸塚区汲沢町475番地12）
- 東戸塚駅前交番（戸塚区品濃町516番地4）
- 舞岡交番（戸塚区舞岡町3059番地1）
- 下倉田交番（戸塚区下倉田町667番地1）

### 廃止された交番
- 柏尾交番（戸塚区上柏尾町165番地）- 隣接の交番と統合することにより、2024年3月末で廃止[2][3]。

## 街頭緊急通報装置
- JR東戸塚駅周辺（戸塚区品濃町）:1基

## 自動車ナンバー自動読取装置（Nシステム）
- 戸塚区矢部町（国道1号）
- 戸塚区柏尾町（国道1号）
- 戸塚区俣野町（県道403号）